# Zanthoxylum monophyllum
Zanthoxylum monophyllum là một loài thực vật có hoa trong họ Cửu lý hương. Loài này được (Lam.) P.Wilson miêu tả khoa học đầu tiên năm 1910.